# Balep korkun
Le balep korkun est un type de pain consommé principalement dans le Tibet central. Il est rond, plat et relativement facile à fabriquer. Les ingrédients sont la tsampa (farine d'orge), l'eau et la levure chimique. Il est cuit dans une poêle. Il a été décrit comme ayant une apparence similaire au naan.